# 아두무
아두무는 마사이 점프 춤으로도 알려져 있으며, 케냐와 탄자니아의 마사이인이 행하는 춤의 한 종류이다. 일반적으로 젊은 마사이 전사들이 결혼식, 종교 의식, 그리고 기타 중요한 문화 행사와 같은 의례적 행사에서 이 활기차고 곡예적인 춤을 선보인다.

## 역사
케냐와 탄자니아의 마사이인의 역사와 문화는 아두무 전통 춤과 복잡하게 얽혀 있다. 이 춤의 기원은 불분명하지만, 마사이 전사들이 전투를 위해 훈련하고 자신들의 지구력, 민첩성, 그리고 힘을 과시하기 위한 방법으로 발전했다고 여겨진다. 마사이의 역사에 따르면, 이 춤은 원래 젊은 전사들이 사냥과 전투에 필요한 도약과 점프 능력을 연마하기 위한 방법으로 수행되었다고 한다. 이 춤은 점차 더욱 체계화되고 의례화된 춤으로 발전하면서 결혼식, 종교 의식, 그리고 다른 축제와 같은 중요한 문화 행사에서 공연되기 시작했다.

## 설명
아두무 춤은 춤꾼들이 원을 그리며 서서 번갈아가며 공중으로 뛰어오르는 일련의 점프로 특징지어진다. 이때 춤꾼들은 몸을 최대한 곧고 똑바로 유지한다. 춤꾼들은 대개 전통적인 마사이 의상을 입고 있으며, 여기에는 선명한 색상의 슈카(의복)와 구슬로 장식된 장신구가 포함된다. 춤을 추는 동안 전통적인 마사이 노래와 구호도 함께 불린다.
아두무 춤을 추는 마사이 전사들은 그들의 점프 높이와 동작의 우아함 및 능숙함을 기준으로 평가받는다. 이 춤은 매우 경쟁적이다. 전사들의 힘, 민첩성, 지구력뿐만 아니라 그들의 용기와 영웅성도 춤을 통해 표현된다.

## 어원
"아두무"라는 용어의 정확한 기원과 어원은 여러 출처에서 다양한 해석을 제공하고 있어 완전히 알려져 있지 않다. "아두무"라는 단어는 마사이어에서 유래했다고 여겨지며, "뛰다" 또는 "도약하다"를 의미하는 동사 "두무"에서 파생되었다고 여겨진다. 이 견해에 따르면, "아두무"라는 단어는 특히 춤의 핵심 요소인 점프와 도약 동작을 지칭한다. 다른 견해로는 "아두무"가 마사이 인사말 "아이구스"의 축약형이라는 것인데, 이는 때때로 춤의 시작을 알리는 데 사용된다. 이 관점에 따르면, "아두무"라는 춤의 이름은 그 의식적이고 의례적인 요소뿐만 아니라 마사이 문화와 전통과의 관계를 나타낸다.
용어의 어원에 관한 혼란에도 불구하고, 춤 자체는 마사이 문화와 정체성의 중요한 구성 요소이며, 그 이름은 마사이 공동체 내외에서 잘 알려져 있다.

## 사용된 문화적 소재

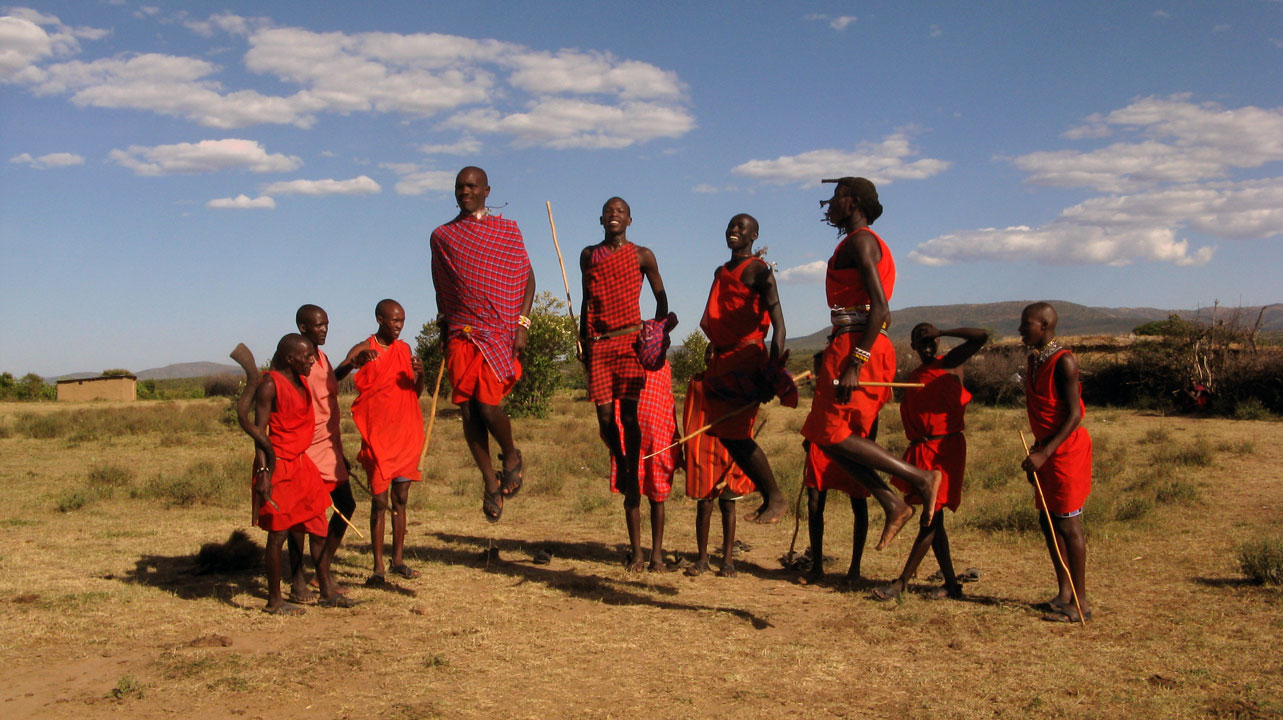
전통적인 점프 춤(아두무)을 선보이는 마사이 남성들

아두무는 의식 중에 행해지는 매우 상징적인 춤으로, 다양한 문화적 요소를 포함한다. 이 요소들은 춤의 필수적인 부분을 구성하며, 마사이인의 문화, 역사, 그리고 중요성을 전달한다. 아두무 춤에서 사용되는 가장 중요한 문화적 요소 중 하나는 전통적인 마사이 의복이다. 춤꾼들은 종종 슈카라고 불리는 화려한 천으로 몸을 특정한 방식으로 감싼다. 이 슈카는 주로 빨간색이며 마사이인의 상징이라고 여겨지는데, 때때로 정교한 구슬 장식과 다른 장식들이 더해진다.
의복 외에도 아두무 춤에는 북, 래틀, 뿔피리 등 다양한 악기가 사용된다. 이 악기들은 춤꾼들과 다른 공동체 구성원들이 연주하며, 춤의 리듬과 선율적 반주를 제공한다. 전통적인 마사이 장신구도 아두무 춤에 포함된 또 다른 중요한 문화적 요소이다. 춤꾼들은 종종 구슬, 조개껍데기, 그리고 다른 재료로 만든 정교한 목걸이, 팔찌, 귀걸이를 착용한다. 이 장신구들은 매우 상징적이며 부, 지위, 정체성과 같은 마사이 문화의 중요한 측면을 나타낸다. 또한, 춤꾼들은 아두무를 수행하는 동안 창과 방패를 들고 다양한 전통적인 동작과 상징을 표현한다. 이 상징들은 마사이인의 전사 전통을 나타내며, 그들의 선조들의 용기와 인내를 공동체에 상기시키는 역할을 한다. 결과적으로, 아두무 전통 춤은 문화적 요소를 통합함으로써 마사이인의 문화적 정체성과 유산을 강화한다. 이 소재들은 단순히 아름답고 장식적인 것이 아니라 깊은 상징적 의미를 지니며 지역 주민과 방문객 모두에게 중요한 문화적 메시지를 전달한다. 따라서 이들은 춤뿐만 아니라 마사이 문화 전반에서 중요한 역할을 한다.

## 논란
아두무 춤이 마사이 문화에서 갖는 중요성에도 불구하고, 최근 이 춤은 비판을 받고 논란을 일으켰다. 일부에서는 춤꾼들의 부상 가능성과 관광 명소를 위해 마사이 문화가 착취되는 것에 대해 우려를 표명했다. 그러나 많은 마사이 족들은 여전히 이 춤을 그들의 문화유산의 중요한 요소로 여기고 있으며, 춤이 존중받고 안전한 방식으로 수행되도록 보장하기 위한 노력들이 이루어지고 있다.

## 결론
아두무 춤은 매우 활기차고 곡예적인 전통 마사이 춤이다. 중요한 행사에서 이를 수행하는 젊은 마사이 전사들은 그들의 점프와 구호로 유명하다. 최근 이 춤이 비판을 받았음에도 불구하고, 많은 마사이 족들은 여전히 이를 그들의 전통 유산의 중요한 측면으로 여기고 있다.